# Thermi
Thermi (Grieks: Θέρμη) is sedert 2011 een fusiegemeente (dimos) in de Griekse bestuurlijke regio (periferia) Centraal-Macedonië.
De drie deelgemeenten (dimotiki enotita) van de fusiegemeente zijn:
- Mikra (Μίκρα)
- Thermi (Θέρμη)
- Vasilika (Βασιλικά)